# 茶谷薫重
茶谷 薫重（ちゃたに くんじゅ、1896年5月2日 - ?）は関西の発明家、技術者。自動現像機などのメーカーであるエフシー製作所を設立し、社長を務めた。第1回全国発明コンクールで発明協会賞、第4回明石記念賞を受賞。
大阪府出身。1923年シンガポールでエバタ洋行を経営、1929年帰国。大阪で東南アジア向けの貿易商を営み、クアラルンプール・ペナン・ラングーンに支店を設置した。戦争により休業し、1952年にエフシー製作所として再開。

## 茶谷シャッター
茶谷はエフシー製作所時代に、縦走りで金属幕のフォーカルプレーンシャッター、茶谷シャッターを開発した。
ライカなど、それまでの多くのフォーカルプレーンシャッターは、横走りでゴム引きの布幕を使っていた。しかし縦走りにすることができればシャッター幕の走行距離が短くなる。また布幕で速度を上げると停止時にショックで幕が波状に揺れてしまうが、金属幕ではそれが少なく幕速を上げやすい。シャッター幕の走行距離を短くし幕速を上げることができれば、露光が短時間に終了するため動く被写体の変形が少なくて済み、エレクトロニックフラッシュや閃光電球の同調速度も上げられると、良いことづくめである。
このようなシャッターは古くはツァイス・イコンのコンタックスに見られるが、これは薄い横長の金属板を鎧戸式に繋げたもので、工作が非常に困難であった。茶谷も横長の数枚の金属板でシャッター幕を構成したが、シャッターを動かすアームをシャッター幕のすぐ裏側に取り付けることで、シャッター幕の構造を単純化した。これは踏切の遮断機がヒントになったという。

## コパルスクエア
このシャッターの量産化を担当したコパルは、基本設計はそのままに、OEM供給がしやすいユニット構造とし、1960年（昭和35年）にコパルスケヤ（後にコパルスクエアと改名された）と命名してカメラメーカーに供給した。ニコン、マミヤ、コニカ、キヤノン、オリンパスなどの一眼レフカメラに採用され、性能・耐久性に優れたシャッターとして高い評価を得た。
その後茶谷とコパルの関係は悪化。茶谷は事前に特許を取得しておりコパルから継続的にライセンス料を受け取っていたが、コパルが独自に実用新案を取得しライセンス料の支払いを拒んだため訴訟に発展した。この訴訟は10年間に及び、訴訟費用を捻出できなかった茶谷は訴訟継続を断念した。
しかし、1982年（昭和57年）に登場したニコンFM2はニコンとコパルの共同開発によるシャッターを採用しており、世界初の1/4000秒と同調速度1/200秒を実現していた。もちろん縦走りで金属幕を採用しており、茶谷の着眼点、基本設計の優秀さを表しているともいえた。